# 伯舆
伯舆（?—?），中国春秋时期周朝的卿士。
鲁成公十一年，周公楚厌恶惠王、襄王后裔族人的势力过于强大。而且他想和伯舆争夺执政地位。斗争不胜，怒而出奔。王派人请周公楚回来，三天后，又出奔到晋国。
周灵王九年、鲁襄公十年（前563年），伯舆和王叔陈生争夺执政地位。周灵王支持伯舆，王叔陈生逃到黄河之边。晋国派范宣子到京师调解伯舆和王叔陈生的关系。王叔陈生的家臣说不能让小门小户凌驾王室（筚门闺窦之人而皆陵其上，其难为上矣！），伯舆的家臣瑕禽说伯氏是周平王东迁的功臣，王叔家族以收受贿赂执掌朝政。最后王叔陈生逃到晋国。